# Episodi di Show Me Yours (seconda stagione)
Questa voce contiene riassunti, dettagli e crediti dei registi e degli sceneggiatori della seconda stagione della serie TV Show Me Yours. In Canada e negli Stati Uniti è stata trasmessa per la prima volta nel 2005, mentre in Italia è stata trasmessa in prima visione nel 2008 sul canale satellitare a pagamento Jimmy.
| nº | Titolo originale             | Titolo italiano     | Prima TV USA | Prima TV Italia |
| -- | ---------------------------- | ------------------- | ------------ | --------------- |
| 1  | Big in France                | Successo in Francia | 2005         | 2008            |
| 2  | On the other hand            | Testa o croce       | 2005         | 2008            |
| 3  | Let go, my Ego               | Oggi sposi          | 2005         | 2008            |
| 4  | The international Phalluss-Y | Libri e tradimenti  | 2005         | 2008            |
| 5  | Best foot forward            | Voglia di cambiare  | 2005         | 2008            |
| 6  | The F-word                   | Grandi svolte       | 2005         | 2008            |
| 7  | Pandora's box                | Il vaso di Pandora  | 2005         | 2008            |
| 8  | Plus ca change               | Più si cambia...    | 2005         | 2008            |